# Palazzo Guerrieri
Palazzo Guerrieri, già Massa - De Leo, è un edificio storico situato a Brindisi in via Congregazione, una traversa di via Guerrieri da cui prende il nome il palazzo.

## Storia
Il palazzo, acquistato da Dionisio Massa nel 1703, è stato abitato dalle figlie Anna e Teresa Massa, mogli rispettivamente di Pasquale Ripa e Francesc’Antonio Amorea, a partire dal 1745. 
Nel 1761 viene messo in affitto e le due sorelle vi ritornano da vedove nel 1788, trovandolo in cattive condizioni e privo di mobilio. Anna muore il 28 settembre 1789 e Teresa invece il 24 gennaio 1790. Entrambe nominano come erede il nipote Annibale De Leo (1739-1814, arcivescovo di Brindisi dal 1798), figlio di Vittoria Massa (l’altra sorella) e Ferdinando De Leo, che appena divenuto proprietario, restaura l’edificio nel corso dei tre anni successivi, rinnovando principalmente la facciata principale. Aggiunge lo stemma della famiglia De Leo a sinistra, un cane con la zampa destra alzata poggiata su una fascia e al di sotto del quale ci sono tre stelle, e quello della famiglia Massa a destra, un leone poggiato su tre scogli che sorregge la lettera y.
Annibale De Leo vive nel palazzo fino alla sua morte nel 1814, quando ne diverrà erede il fratello Scipione. Successivamente, nel 1815, l’edificio passa ai cugini D’Ambrosio, discendenti di Eleonora Massa, sorella di Vittoria, Teresa e Anna. Nel 1826, la baronessa Claudia Bottari di Francavilla Fontana, che già viveva lì con Annibale e anche dopo la sua morte, in affitto, ne diviene proprietaria, per poi passarlo a Raffaele Monticelli-Cuggiò e di seguito a Vito Guerrieri che lo acquista nel 1851. Nel 1872, più precisamente il 4 luglio, il Comune di Brindisi acquisisce il palazzo, destinandolo a varie scuole tra cui il liceo artistico “Edgardo Simone” prima di diventare il Brindisi Smart Lab, un centro educativo finanziato dall'Unione Europea e dalla Regione Puglia.

## Descrizione

### Esterno
Nella facciata principale del palazzo è presente il portale situato tra due colonne e sovrastato da un balcone con mensole decorate. Si possono osservare subito le modifiche che il palazzo ha subito nel corso del tempo: sulla destra, infatti, si nota la differenza tra le finestre senza le cornici situate al piano terra e quelle del piano superiore.
Nulla rimane del giardino del palazzo situato tra via Guerrieri e la scalinata di via Scolmafora, area in cui fu realizzato uno stabile utilizzato come palestra scolastica. Resta l’arco ogivale in parte murato che probabilmente dava accesso al giardino dove nel 1999 sono stati trovati numerosi reperti archeologici.

### Interno
Al piano terra, era presente un magazzino, una stalla e un cortile oggi chiuso da una copertura trasparente. Queste sale sono attualmente utilizzate per mostre e conferenza.
Al piano superiore vi erano stanze come la “Galleria antica” e una libreria. Al momento questi ambienti sono utilizzati come uffici comunali.
È presente una piccola cappella, con altare in pietra e soffitto a botte decorato, racchiusa dall’originale porta in legno molto simile a quella presente nell’arcivescovado, risalente allo stesso periodo in cui Annibale de Leo era arcivescovo della città.

## Scavi archeologici
Durante i lavori di ristrutturazione del Palazzo Guerrieri nel 2001, sono stati scoperti sotto le fondamenta del fronte nord-orientale del palazzo resti di epoca romana e medievale.
Ulteriori indagini condotte durante la trasformazione della palestra scolastica hanno rivelato altri reperti di epoca romana incorporati nelle fondamenta dei muri medievali, insieme a un pozzo che testimonia le diverse fasi di occupazione del sito nel corso dei secoli. Nel 2009 e 2010, grazie ad un finanziamento del Comune di Brindisi, è stata condotta un’indagine archeologica su tutta l’area interna della palestra, evidenziando muri medievali e fondazioni romane risalenti alla prima età imperiale. La presenza di una fornace lungo il lato meridionale suggerisce attività produttive, e il materiale ceramico recuperato copre un periodo che va dal XIII al XVI secolo fino all’età moderna.